# Giuseppe Alongi (scrittore)
Giuseppe Alongi (Prizzi, 3 ottobre 1858 – Palermo, 2 agosto 1939) è stato un poliziotto e saggista italiano.

## Biografia
Conseguito il diploma magistrale, insegnò giovanissimo nelle scuole elementari del paese natio. Presumibilmente insoddisfatto dall'insegnamento, entrò a vent'anni nella Pubblica sicurezza a Palermo e successivamente a Roma e a Bologna, dove ricoprì la carica di questore.
L'impegno professionale non distoglievano da uno studio intenso il «poliziotto integerrimo» (come lo ha definito lo storico emerito Francesco Renda). Fra le sue letture preferite gli autori dell'allora imperante antropologia criminale di Cesare Lombroso, sulla cui rivista Archivio di psichiatria, scienze penali e antropologia criminale scrisse diversi studi, frutto anche della sua esperienza professionale.
La sua opera maggiore, che si ispira a questa corrente di pensiero positivista, è La maffia nei suoi fattori e nelle sue manifestazioni: studio sulle classi pericolose della Sicilia, pubblicata nel 1886 dagli editori Bocca di Torino: era il primo saggio sulla mafia siciliana, e sarebbe diventato un classico, un punto di partenza per le successive analisi di questo fenomeno. Di quell'opera se ne comprese l'importanza tanto da essere riedita, con il titolo La mafia: fattori, manifestazioni, rimedi, dall'editore Remo Sandron, Milano, 1904. Un'edizione, che riproduce fedelmente quella del 1886, è stata nuovamente pubblicata nel 1977 dall'editore palermitano Sellerio, con introduzione del sociologo tedesco Henner Hess (autore di una fortunata Storia della mafia), il quale scrisse che agli «studi dettagliati» sul fenomeno mafioso «l'Alongi ha fornito un contributo eccellente e ancora valido».
Nel 1890 Alongi pubblicò ancora, per le edizioni Bocca, un'altra importante opera, La camorra, studio di sociologia criminale.
Approssimandosi il tempo del pensionamento gli fu offerta la carica di prefetto di Venezia, ma preferì concludere la sua carriera dirigendo l'Istituto di Vigilanza “Vecchia Guardia” di Palermo, ove si spense il 2 agosto 1939.